# 호삼랑

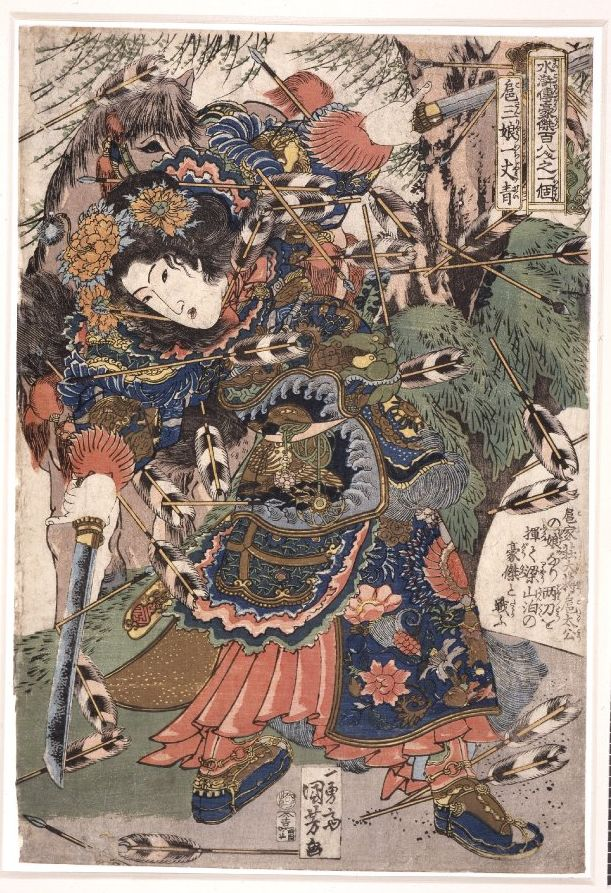

호삼랑(扈三娘)은 중국의 사대기서(四大奇書) 중 하나인 《수호전》(水滸傳)에 등장하는 인물로, 108성 중 59위이자 지살성(地煞星)의 지혜성(地慧星)에 해당한다. 별호는 일장청(一丈靑)으로 양산박의 여성 두령 중 한 명이며, '해당화'로 불릴 만큼 미인. 무예도 일류지만 적을 사로잡는 솜씨도 뛰어나 여자라고 얕잡아 본 팽기나 학사문을 올가미로 사로잡았다. 호걸스런 남자들 못지않은 활약을 펼쳤지만, 아가씨 시절과 양산박에 입산한 후에도 부모(왕영 때는 송태공이 아버지 역할)에게 결혼을 강요당하는 등 집안과 예법에 묶여 있던 당시 양가집 규수의 비애도 드러낸 인물이기도 하다.

## 생애
호가장 출신의 여자이다. 여성이면서 갑옷을 착용하고, 쌍검을 소지하고, 회색말을 타고 전장을 달린다. 축가장의 삼남 축표(祝彪)의 정혼자이기도 하다.
첫 등장은 제48회. 소주(薊州)에서 양산박으로 향하는 양웅(楊雄), 석수(石秀), 시천(時遷)등  세명이, 도중에 들른 축가장에서 양산박에서 왔다면서 소란을 일으킨 것에부터 양산박과 축가장의 사이에 전쟁이 일어났다. 축표의 정혼자인 호삼랑은 원군으로서 참전하였다. 그 무용으로 왕영(王英)을 생포하였고, 구붕(欧鵬)과 마린(馬麟)은 접촉하지 않았고, 아군의 사기가 상승했다. 그 후, 정찰을 하고 있던 송강(宋江)을 잡으려고 하지만, 멀리 추적을 하는 도중에 임충(林冲)과 조우하였다. 호삼랑과 임충과 싸웠으나 생포되었다. 호삼랑은 호송되어 송강의 아버지 송태공에게 맡겨졌다.
여동생 호삼랑이 생포되자 오빠인 호성(扈成)은 양산박과 비밀리에 접촉하여, 호삼랑의 귀환과 축가장에 가담하지 않는 것과 축가장 사람이 도망오면 잡아 인도하는 것을 약속하였다. 그 후, 축가장은 원군으로 온 손립 군단에 의해서 멸망하였다. 호성은 호가장에 망명하러 온 축표를 잡고 양산박에 인도하려고 하지만 "송강이 호삼랑과 결혼을 하고 있다."라고 믿은 이규(李逵)의 습격을 받게 된다. 결국, 호가장도 멸망하였다. 가족과 약혼자도 잃어버린 호삼랑은 송강에 설득되어 이전 송강의 부하 왕영과 결혼하였고 양산박의 일원이 되었다.
양산박에 합류한 뒤에 남편 왕영과 함께 마필 감독을 맡았다. 그러나 호연작(呼延灼)군과 전투에서 제 4군을 인솔하여 서전에서 적의 부장 팽기(彭玘)를 생포하고, 총대장 호연작과 싸웠다. 계속되는 제１차 북경성 공략전에서는, 여성 두령인 고대수(顧大嫂), 손이랑(孫二娘)과 함께 부대를 인솔하여 관승(關勝)과의 전투에서는 적장 학사문(郝思文)을 생포하는 공훈을 세웠다.
108명의 호걸이 집결 한 후에는 삼군의 내무를 주관하는 기병대장에게 임명된다. 초안후(招安後)의 전투에서 주로 송강군에 종군하여, 남편 왕영과 함께 요나라군 장수 답리패나 방랍군의 범주(笵疇)와 온극양(溫克譲), 또 고대수나 손이랑과 함께 방랍군의 장수 장도원(張道原)을 생포하였다.
그러나 방랍을 토벌하려 한 목주(睦州)공략전에서 적의 원군 정표(鄭彪)에게 도전한 왕영이 정표의 요술로 목에 창이 관통하여 전사하자, 호삼랑은 남편을 죽이고 도주하는 정표를 깊이 추격했는데, 정표가 구릿덩이를 던진 것이 얼굴에 맞아 낙마하여 사망하였다.